# 七級豬
七級豬是一類流行於香港的撲克遊戲的統稱，源於一種被稱為Pig或Spoons的歐美傳統撲克遊戲，此名稱及玩法約在2010年代（或更早）起流行於香港。亦有演變自衾棉胎的版本。

## 玩法
常見版本有兩大類。與各種撲克遊戲一樣，規則細節上在坊間演變出更多不同版本。

### 版本一
演變自Pig。
參與的人數最多為13人（可以加入另一副撲克以增加人數，但很有可能做成混亂）。
首先，每人分派4張牌，把一張傳給下一位，同時從上一位取得一張牌，目的是要令自己擁有四張相同的牌。當自己擁有四張相同的牌或看到其他人摸鼻子時，自己就要摸鼻子，最慢的會升為一級豬，再輸便為二級豬，直至七級豬為止。

### 版本二
將「豬」的規則，結合衾棉胎玩法。
首先，每人分派若干撲克，在不看牌的情況下輪流出牌，出牌同時叫１，第二位出牌時叫２，如此類推，由１至ｋ，繼續循環。若果出的牌與所說的相同，各人立刻摸摸鼻子，反應最慢的會被人稱為一級豬。

## 不能回應較高級豬的說話
這個遊戲的特點就是，人能與豬說話，不同級別的豬也互相說話，这样低級的豬就會自動變成較高級豬的級數。例如若然有人回應了一級豬的說話，他便會成為一級豬；三級豬和一級豬說話，自己也會變成一級豬。零級豬可以説話。但較高級豬可以向較低級豬或人說話（會降級）。
但對於「豬」的懲罰，也衍生出不同版本，例如變為金錢賭博。